# تيموثاوس الثالث (بابا الإسكندرية)
تيموثاوس الثالث بابا الكنيسة القبطية الأرثوذكسية من عام 517 وحاى وفاته عام 535م. وكان ميافيزيا.